# قفل‌سازی مد عدسی کر
قفل‌سازی مُد عدسی کِر (به انگلیسی: Kerr-lens mode-locking) (اختصاری کی‌ال‌ام) یا مُدْقفل‌سازی عدسی کِر روشی برای لیزرهای قفل مُدی از طریق اثر نوری غیرخطی کر است. این روش اجازه می‌دهد تا پالس‌های نور با مدت زمان کوتاه چند فمتوثانیه تولید شود.
اثر نوری کر فرآیندی است که از پاسخ غیرخطی یک محیط نوری به میدان الکتریکی یک موج الکترومغناطیسی ناشی می‌شود. ضریب شکست محیط به شدت میدان بستگی دارد.

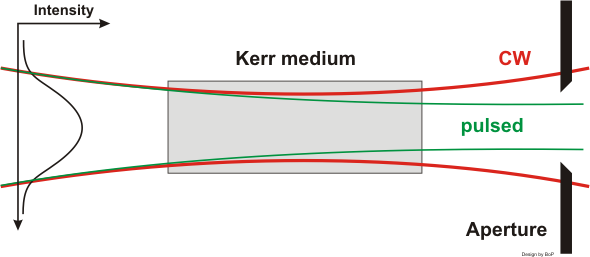
اصل قفل‌سازی مُد لنز کِر با دریچه سخت

حالت قفل لنز کِر با دریچه نرم. درون کریستال از داخل به بیرون: سبز = پمپ، آبی = نور پالسی، قرمز = امواج پیوسته

به دلیل توزیع چگالی توان غیریکنواخت در یک باریکه گاوسی (همان‌طور که در تشدیدگرهای لیزری مشاهده می‌شود)، ضریب شکست در طول پروفیل باریکه تغییر می‌کند. ضریب شکست تجربه‌شده توسط باریکه در مرکز پرتو بیشتر از لبه است؛ بنابراین میله ای از یک محیط فعال کِر به عنوان یک عدسی برای نور با شدت بالا عمل می‌کند. به این می‌گویند خودکانونش و در موارد شدید منجر به تخریب مواد می‌شود. سپس در کاواک لیزر، فوران‌های کوتاه نور متفاوت از امواج پیوسته متمرکز می‌شوند.
برای تسهیل حالت پالسی نسبت به موج پیوسته، کاواک را می‌توان برای عملکرد موج‌پیوسته ناپایدار ساخت، اما اغلب پایداری کم محصول‌جانبی طراحی کاواک است که بر اثرات دریچه تأکید دارد. طرح‌های قدیمی‌تر از دیافراگم سخت استفاده می‌کردند که به سادگی قطع می‌شد، در حالی که طرح‌های نوین از دریچه نرم استفاده می‌کردند، که به معنای همپوشانی بین ناحیه پمپ‌شده بهره محیط و پالس است. در حالی که تأثیر یک عدسی بر روی باریکه لیزر آزاد کاملاً آشکار است، در داخل یک کاواک، کل باریکه سعی می‌کند خود را با این تغییر وفق دهد. کاواک استاندارد با آینه‌های تخت و عدسی حرارتی در کریستال لیزر دارای کمترین عرض باریکه در آینه‌های انتهایی است. با عدسی کِر اضافی، عرض آینه انتهایی حتی کوچکتر می‌شود؛ بنابراین، آینه‌های انتهایی کوچک (دریچه سخت) پالس را تسهیل می‌دهند. در نوسان‌ساز تی‌آی:یاقوت‌کبود تلسکوپ‌هایی در اطراف کریستال قرار می‌گیرند تا شدت آن را افزایش دهند.
برای داشتن دریچه نرم، یک کریستال لیزری بی‌نهایت با یک لنز حرارتی در نظر بگیرید. یک باریکه لیزر مانند یک فیبر شیشه ای هدایت می‌شود. با یک لنز کِر اضافی، عرض باریکه کوچکتر می‌شود. در لیزر واقعی کریستال محدود است. کاواک در دو طرف دارای یک آینه مقعر و سپس یک مسیر نسبتاً طولانی به یک آینه تخت است. نور موج‌پیوسته با عرض باریکه بزرگتر و واگرایی جزئی از صفحه انتهایی کریستال خارج می‌شود. این یک ناحیه کوچکتر روی آینه مقعر را روشن می‌کند، که منجر به عرض باریکه کوچکی در راه رسیدن به آینه تخت می‌شود؛ بنابراین پراش قوی تر است. به دلیل واگرایی، نور به‌طور مؤثر از نقطه ای دورتر می‌آید و منجر به همگرایی بیشتر بعد از آینه مقعر می‌شود. این همگرایی با پراش متعادل می‌شود. نور پالسی با عرض باریکه کمتر و بدون واگرایی از صفحه انتهایی خارج می‌شود؛ بنابراین ناحیه بزرگتری را روی آینه مقعر روشن می‌کند و پس از آن کمتر همگرا می‌شود؛ بنابراین هم امواج پیوسته و هم جبهه‌های نور پالسی به خودشان بازتاب می‌شوند. کاواک نزدیک به هم‌کانونی به معنای نزدیک بودن به ناپایداری است، به این معنی که قطر باریکه به تغییرات کاواک حساس است. این بر مدولاسیون تأکید می‌کند. با اندکی نامتقارنی دِرازِش (به انگلیسی: prolonging) کاواک، پراش تأکید می‌شود و حتی آن را برای کارکرد موج‌پیوسته ناپایدار می‌کند، در حالی که برای عملکرد پالسی ثابت می‌ماند.
طول محیط مورد استفاده برای کی‌ال‌ام توسط پاشش سرعت گروهی محدود می‌شود. کی‌ال‌ام در کنترل افست پوش حامل استفاده می‌شود.

## راه‌اندازی یک لیزرِ مُدقفل‌شده با لنز کِر
شروع مُدقفل‌سازی عدسی کِر به شدت اثر غیرخطی درگیر بستگی دارد. اگر میدان لیزر در یک کاواک ایجاد شود، لیزر باید بر ناحیه کاری موج پیوسته غلبه کند، که اغلب توسط سازوکار پمپاژ مورد علاقه است. این را می‌توان با یک عدسی کِر بسیار قوی که به دلیل تغییرات کوچک در شدت میدان لیزر (تجمع میدان لیزر یا اُفتوخیز تصادفی) برای مُد قفلی به اندازه کافی قوی است، به دست آورد.

## مُدْقفل‌سازی - فرگشت پالس
تغییرات شدت با طول‌های نانوثانیه توسط فرایند عدسی کِر تقویت می‌شود و طول پالس برای دستیابی به شدت میدان بالاتر در مرکز پالس بیشتر کوچک می‌شود. این فرایند تیزکردن تنها با پهنای‌باند قابل‌دستیابی با مواد لیزر و آینه‌های-کاواک و همچنین پاشش کاواک محدود می‌شود. کوتاه‌ترین پالس قابل‌دستیابی با یک طیف معین، پالس با پهنای‌باند محدود نامیده می‌شود.

## کاربردها
از آنجایی که مدقفل‌سازی عدسی کِر اثری است که مستقیماً بر روی میدان الکتریکی واکنش نشان می‌دهد، زمان پاسخ به اندازه کافی سریع است تا پالس‌های نوری در نورمرئی و فروسرخ نزدیک با طول‌های کمتر از ۵ فمتوثانیه تولید کند. با توجه به شدت میدان الکتریکی بالا، باریکه‌های لیزر فراکوتاه متمرکز می‌توانند بر آستانه 1014 وات بر سانتی‌متر مربع غلبه کنند، که از شدت میدان پیوند الکترون-یون در اتم‌ها فراتر می‌رود.
این پالس‌های کوتاه حوزه جدید نورشناسی فراسریع را باز می‌کنند، که حوزه‌ای از نورشناسی غیرخطی است که امکان دسترسی به کلاس کاملاً جدیدی از پدیده‌ها مانند اندازه‌گیری حرکات الکترون در یک اتم (پدیده‌های آتوثانیه)، تولید نور فراخ‌باند همدوس (لیزرهای فرافراخ) و بدین ترتیب کاربردهای جدید بسیاری در سنجش نوری (مانند رادار لیزری همدوس، مقطع‌نگاری همدوسی نوری با وضوح فرابالا)، پردازش مواد و زمینه‌های دیگر مانند سنجه‌شناسی (سنجش‌های فرکانس و زمان بسیار دقیق) ایجاد می‌شود.

## مراجع و یادداشت‌ها
1. ↑  Vaziri, M R R (2015-12-15). "Comment on "Nonlinear refraction measurements of materials using the moiré deflectometry"". Optics Communications. 357: 200–201. Bibcode:2015OptCo.357..200R. doi:10.1016/j.optcom.2014.09.017.

- DE Spence, PN Kean، و W. Sibbett, Opt. Lett. 16، ۴2 (1991).
- M. Piche, Opt. اشتراک. ۸۶، ۱۵6 (1991).
- B. Proctor, E. Westwig، و F. Wise, Opt. Lett. 18, 1654 (1993).
- V. Magni, G. Cerullo، و S. De Silvestri, Opt. اشتراک. ۱۰۱, ۳۶5 (1993).